# Див живот
„Див живот“ е американски компютърно-анимационен филм от 2006 г. Режисиран е от Стив Уилямс. Продуциран е от Клинт Голдман. Сценаристът е Ед Дектър. Музиката е от Алан Силвестри. Разпространен е от Уолт Дисни Пикчърс. Филмът излиза на екран от 14 април 2006 г.

## Синхронен дублаж

### Гласове
| Роля             | Изпълнител        |
| ---------------- | ----------------- |
| Самсън           | Георги Тодоров    |
| Бени             | Стефан Сърчаджиев |
| Найджъл          | Любен Чаталов     |
| Бриджит          | Ирина Маринова    |
| Казар            | Николай Урумов    |
| Лари             | Анатолий Божинов  |
| Раян             | Георги Николов    |
| Фламинго         | Здравко Методиев  |
| Дюк              | Живко Джуранов    |
| Изи              | Ненчо Балабанов   |
| Пингвин ЕмСи     | Христо Чешмеджиев |
| Хамир            | Георги Спасов     |
| Стан             | Тодор Георгиев    |
| Кармин           | Георги Новаков    |
| Даман            | Георги Стоянов    |
| Благ             | Румен Рачев       |
| Скаб             | Ненчо Балабанов   |
| Скроу            | Ненчо Балабанов   |
| Майка хипопотам  | Симона Нанова     |
| Бащата на Самсън | Георги Тодоров    |
| Младият Самсън   | Георги Николов    |
| Бръмбарка№1      | Станислава Коцева |
| Бръмбарка№2      | Лили Шомова       |
| Клоук            | Сава Пиперов      |
| Кемо             | Николай Пърлев    |
| Конферансие      | Петър Върбанов    |

### Други гласове
| Анна-Мария Върбани |
| Делфина Христова   |
| Елеонора Петрова   |
| Лили Шомова        |
| Мария Маринова     |
| Станислава Коцева  |
| Чая Колева         |
| Валентин Танев     |
| Илчо Димитров      |
| Радислав Наков     |
| Стамен Янев        |
| Христо Узунов      |

### Хор
| Атанас Сребрев  |
| Илиян Парасков  |
| Камен Асенов    |
| Ненчо Балабанов |
| Николай Петров  |
| Орлин Павлов    |
| Теодор Койчинов |
| Явор Каров      |
| Ясен Зердев     |

### Песни
| Песен                   | Изпълнява |
| ----------------------- | --------- |
| Хубав нов ден           | Хор       |
| Хубав нов ден (реприза) | Хор       |

## Българска версия
| Обработка                            | Александра Аудио (2006)               |
| ------------------------------------ | ------------------------------------- |
| Режисьор на дублажа                  | Петър Върбанов                        |
| Превод                               | Нина Гавазова                         |
| Музикален режисьор Превод на песните | Десислава Софранова                   |
| Музикален асистент                   | Цветомира Михайлова                   |
| Тонрежисьори на записа               | Петър Костов Стамен Янев              |
| Творчески ръководител                | Венета Янкова                         |
| Продуцент на българската версия      | Disney Character Voices International |